# Conostigmus gusztavi
Conostigmus gusztavi är en stekelart som beskrevs av Paul Dessart 1974. Conostigmus gusztavi ingår i släktet Conostigmus och familjen trefåresteklar. Inga underarter finns listade i Catalogue of Life.